# Нерадин
Нерадин је насеље у Србији у општини Ириг у Сремском округу, на јужним падинама Фрушке горе, у источном делу иришке општине. Од Ирига је удаљено 6 km. Налази се на надморској висини од 184 m. Према попису из 2022. било је 413 становника (према попису из 1991. било је 625 становника), а основна привредна грана је пољопривреда, нарочито ратарство за које постоје најбољи услови.
Нерадин је једно од старијих насеља у иришкој општини. Село се помиње први пут 1247. године. У селу се налази православна црква посвећена Светом Николи која је саграђена 1734. године. Ова црква је под заштитом државе као споменик културе од великог значаја.
Овде се налази Перков Салаш.

## Историја
Име села би по српском речнику означавало нерадника, лењог човека.
Године 1727. Марија кћерка Хаџи Комнена Георгијевића је у Будиму званично писмом на немачком језику тражила од државе "милост за себе и своју породицу". Позивала се она на су њени преци као и отац, били заслужни за Аустрију. Цареви, Фердинанд III а касније и Леополд I су им дали племство и поседе у Срему, међу којима и спахилук Нерадин.
Селом Нерадин су током 18-19. века (од 1691) господарили калуђери манастира Гргетега. Ту се на месту званом "Грабовац" налазио њихов "мајдан кречног камена", из којег се црпео и продавао квалитетан креч. Сваке године духовници су издавали манастирску крчму и земљу у аренду. Приход од Нерадина и пустаре Банковци износио је 5.000 ф. годишње.
Купили су 1831. године једну српску поучну књигу, бројни писмени угледни мештани: поп Василије Попадић, кнез нерадински Евтимије Бизумић, учитељ Петар Петровић, арендатор Николај Димитријевић, црквени тутор Нестор Кунић, црквени појац Аксентије Стојановић, адвокат и куратор манастирског добра у Нерадину Јован Поповски, те три земљеделца Јован Јовановић, Гаврил Јевтић и Григорије Живковић - за њихову децу.

## Демографија
У насељу Нерадин живи 456 пунолетних становника, а просечна старост становништва износи 42,8 година (42,5 код мушкараца и 43,1 код жена). У насељу има 171 домаћинство, а просечан број чланова по домаћинству је 3,22.
Ово насеље је великим делом насељено Србима (према попису из 2002. године), а у последња три пописа, примећен је пад у броју становника.
|  |

| Демографија | Демографија | Демографија |
| Година      | Становника  | Становника  |
| ----------- | ----------- | ----------- |
| 1948.       | 1.017       |             |
| 1953.       | 1.017       |             |
| 1961.       | 912         |             |
| 1971.       | 769         |             |
| 1981.       | 704         |             |
| 1991.       | 625         | 624         |
| 2002.       | 551         | 556         |

| Етнички састав према попису из 2002.‍ | Етнички састав према попису из 2002.‍ | Етнички састав према попису из 2002.‍ | Етнички састав према попису из 2002.‍ | Етнички састав према попису из 2002.‍ |
| ------------------------------------ | ------------------------------------ | ------------------------------------ | ------------------------------------ | ------------------------------------ |
|                                      |                                      |                                      |                                      |                                      |
| Срби                                 | Срби                                 |                                      | 514                                  | 93,28%                               |
| Роми                                 | Роми                                 |                                      | 10                                   | 1,81%                                |
| Мађари                               | Мађари                               |                                      | 9                                    | 1,63%                                |
| Хрвати                               | Хрвати                               |                                      | 2                                    | 0,36%                                |
| Румуни                               | Румуни                               |                                      | 2                                    | 0,36%                                |
| Бугари                               | Бугари                               |                                      | 1                                    | 0,18%                                |
| непознато                            | непознато                            |                                      | 8                                    | 1,45%                                |

| \| \| м \| \| \| ж \| \| ? \| 4 \| \| \| 2 \| \| 80+ \| 2 \| \| \| 8 \| \| 75—79 \| 18 \| \| \| 13 \| \| 70—74 \| 16 \| \| \| 19 \| \| 65—69 \| 20 \| \| \| 17 \| \| 60—64 \| 17 \| \| \| 18 \| \| 55—59 \| 23 \| \| \| 14 \| \| 50—54 \| 22 \| \| \| 18 \| \| 45—49 \| 23 \| \| \| 19 \| \| 40—44 \| 18 \| \| \| 17 \| \| 35—39 \| 18 \| \| \| 16 \| \| 30—34 \| 15 \| \| \| 13 \| \| 25—29 \| 18 \| \| \| 17 \| \| 20—24 \| 21 \| \| \| 18 \| \| 15—19 \| 14 \| \| \| 9 \| \| 10—14 \| 21 \| \| \| 25 \| \| 5—9 \| 9 \| \| \| 5 \| \| 0—4 \| 12 \| \| \| 12 \| \| Просек : \| 42,5 \| \| \| 43,1 \| |      |  |  |      |
| |      |  |  |      |
| | м    |  |  | ж    |
| ? | 4    |  |  | 2    |
| 80+ | 2    |  |  | 8    |
| 75—79 | 18   |  |  | 13   |
| 70—74 | 16   |  |  | 19   |
| 65—69 | 20   |  |  | 17   |
| 60—64 | 17   |  |  | 18   |
| 55—59 | 23   |  |  | 14   |
| 50—54 | 22   |  |  | 18   |
| 45—49 | 23   |  |  | 19   |
| 40—44 | 18   |  |  | 17   |
| 35—39 | 18   |  |  | 16   |
| 30—34 | 15   |  |  | 13   |
| 25—29 | 18   |  |  | 17   |
| 20—24 | 21   |  |  | 18   |
| 15—19 | 14   |  |  | 9    |
| 10—14 | 21   |  |  | 25   |
| 5—9 | 9    |  |  | 5    |
| 0—4 | 12   |  |  | 12   |
| Просек : | 42,5 |  |  | 43,1 |

| Година пописа     | 1948. | 1953. | 1961. | 1971. | 1981. | 1991. | 2002. |
| ----------------- | ----- | ----- | ----- | ----- | ----- | ----- | ----- |
| Број домаћинстава | 238   | 254   | 235   | 224   | 207   | 190   | 171   |

| Број чланова      | 1  | 2  | 3  | 4  | 5  | 6  | 7 | 8 | 9 | 10 и више | Просек |
| ----------------- | -- | -- | -- | -- | -- | -- | - | - | - | --------- | ------ |
| Број домаћинстава | 38 | 35 | 27 | 27 | 22 | 16 | 2 | 2 | 2 | 0         | 3,22   |

| Пол    | Укупно | Неожењен/Неудата | Ожењен/Удата | Удовац/Удовица | Разведен/Разведена | Непознато |
| ------ | ------ | ---------------- | ------------ | -------------- | ------------------ | --------- |
| Мушки  | 249    | 75               | 140          | 22             | 11                 | 1         |
| Женски | 218    | 32               | 136          | 43             | 7                  | 0         |
| УКУПНО | 467    | 107              | 276          | 65             | 18                 | 1         |

| Пол    | Укупно                    | Пољопривреда, лов и шумарство | Рибарство                            | Вађење руде и камена | Прерађивачка индустрија       |
| ------ | ------------------------- | ----------------------------- | ------------------------------------ | -------------------- | ----------------------------- |
| Мушки  | 191                       | 171                           | 0                                    | 0                    | 5                             |
| Женски | 110                       | 99                            | 0                                    | 0                    | 3                             |
| Укупно | 301                       | 270                           | 0                                    | 0                    | 8                             |
|        |                           |                               |                                      |                      |                               |
| Пол    | Производња и снабдевање   | Грађевинарство                | Трговина                             | Хотели и ресторани   | Саобраћај, складиштење и везе |
| Мушки  | 0                         | 5                             | 2                                    | 0                    | 0                             |
| Женски | 0                         | 0                             | 3                                    | 0                    | 0                             |
| Укупно | 0                         | 5                             | 5                                    | 0                    | 0                             |
|        |                           |                               |                                      |                      |                               |
| Пол    | Финансијско посредовање   | Некретнине                    | Државна управа и одбрана             | Образовање           | Здравствени и социјални рад   |
| Мушки  | 0                         | 1                             | 3                                    | 1                    | 0                             |
| Женски | 0                         | 0                             | 1                                    | 0                    | 1                             |
| Укупно | 0                         | 1                             | 4                                    | 1                    | 1                             |
|        |                           |                               |                                      |                      |                               |
| Пол    | Остале услужне активности | Приватна домаћинства          | Екстериторијалне организације и тела | Непознато            | Непознато                     |
| Мушки  | 2                         | 0                             | 0                                    | 1                    | 1                             |
| Женски | 3                         | 0                             | 0                                    | 0                    | 0                             |
| Укупно | 5                         | 0                             | 0                                    | 1                    | 1                             |